# Gawril Radomir
Gawril Radomir (auch Gavril Radomir geschrieben, bulgarisch Гаврил Радомир) (* nach 970; † 1015) war von 1014 bis 1015 einer der letzten Zaren des ersten bulgarischen Reiches aus dem Hause Komitopuli. Er war Sohn des Zaren Samuil. Gawril Radomir war zweimal verheiratet. Aus der ersten Ehe mit einer Tochter des ungarischen Großfürsten Géza entstammt sein (angeblicher) Sohn Peter II. Deljan.